# Три «Аве Марія»

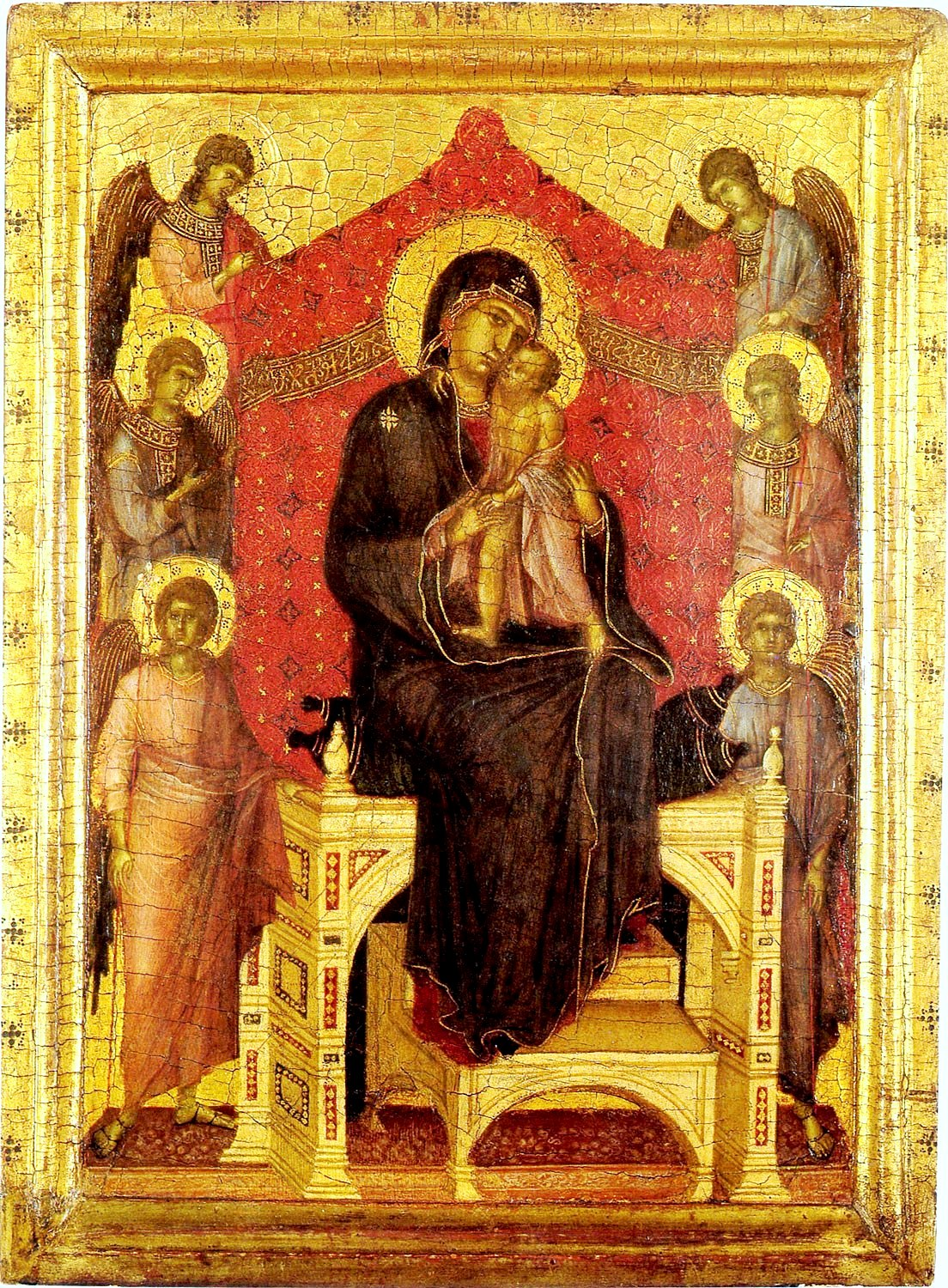
Мадонна з немовлятком і ангелами, Дучо, 1282

Три «Аве Марія» — традиційна католицька молитовна практика, що полягає в прочитанні трьох «Аве Марія» зранку й увечері.

## Історія
Першими читати три «Аве Марія» почали францисканці, що розвили згодом цю практику в молитву «Angelus». Одним із перших рекомендував читати три «Аве Марія» св. Антоній Падуанський. Молитва прославляє три привілеї Діви Марії — Силу, Мудрість і Милосердя.